# Pat Morita
Noriyuki «Pat» Morita (Sacramento, 28 de junio de 1932-Las Vegas, 24 de noviembre de 2005) fue un actor japonés-estadounidense. Es conocido principalmente por su papel como el maestro Nariyoshi Miyagi en la saga cinematográfica The Karate Kid.

## Biografía
Nació en Isleton, California, el 28 de junio de 1932. Sus padres eran inmigrantes japoneses que se dedicaban a la venta ambulante de fruta. A los dos años sufrió una grave infección (tuberculosis espinal) que lo dejó prácticamente inválido hasta los once años, cuando finalmente le fueron soldadas cuatro vértebras. Se creyó que nunca volvería a caminar, pero, tras la dura experiencia de volver a aprender a caminar, logró recuperarse. Su afición por la interpretación viene de este largo período de idas y venidas a hospitales, pues o bien estaba hospitalizado o en las cortas estancias en casa no podía salir a jugar con otros niños, Morita pintaba caras a sus calcetines e inventaba sus propias historias. Allí encontró consuelo en un sacerdote católico, con el que entabló amistad y del que tomaría el nombre de Pat que elegiría, más adelante, como nombre artístico.
Tras su recuperación Pat Morita no pudo disfrutar de su salud recién restablecida. Estados Unidos estaba inmerso en la Segunda Guerra Mundial, por lo que un agente del FBI lo acompañó directamente desde el hospital hasta un campo de concentración en Arizona, donde había sido recluida su familia por ser japonesa. En este campo permaneció hasta acabada la guerra. 
Después de la guerra su familia puso un restaurante, Ariake Chop Suey, en Sacramento, California, y Morita además de ejercer de camarero entretenía a los clientes con bromas y como animador en las cenas en grupo. 
Al mismo tiempo Morita continuaba con sus estudios, graduándose en la Universidad de Fairfield y licenciándose en aeronáutica. Llegó a trabajar como técnico aeronáutico en la compañía aeroespacial Aerojet-General.
Morita, por esa época, treintañero, casado y con una hija, decidió que no era eso lo que quería hacer con su vida y dejó el trabajo para empezar a actuar en night clubs como cómico bajo el seudónimo de The Hip Nip. Allí fue visto por productores y tuvo su primer papel en el cine, con una pequeña intervención en la película Millie, una chica moderna, una comedia musical de 1967, dirigida por George Roy Hill, con música de Elmer Bernstein y protagonizada por Julie Andrews. Morita hacía un estereotipado papel de secuaz del malo en turno. Luego siguió trabajando en pequeños papeles en las películas The Shakiest Gun in the West (1968), Every Little Crook and Nanny (1972), Where Does It Hurt? (1972). 
Se unió al grupo The Groundlings (grupo de cómicos fundado por Gary Austin en 1974 en Los Ángeles), grupo que participaba del movimiento de la llamada improvisación teatral (sketch cómicos que no tenían guion ni planificación). Su paso por este grupo, como a muchos de sus compañeros, le abrió definitivamente las puertas de la televisión y el cine.
Morita interpretó al capitán coreano Sam Pak en la mítica serie televisiva M*A*S*H. Después, vino un papel fijo en la serie Happy Days, donde daba vida a Arnold (Matsuo "Arnold" Takahashi) el dueño del local "Arnold" donde se pasaba buena parte de la serie. Morita dejó la serie tras las 2 primeras temporadas (1975-1976) para protagonizar una serie propia titulada Mr. T and Tina en ABC. La serie fue cancelada cuando llevaba sólo un mes en antena y Morita retomó su rol de Arnold en Happy Days, pero de forma eventual, como estrella invitada.
En 1984 se dio más a conocer cuando obtuvo el papel del sensei Nariyoshi Miyagi, el mentor del joven Karate Kid (Daniel-san interpretado por Ralph Macchio). Se hizo famosa la frase Dar cera, Pulir cera. Su gran actuación impresionó a los críticos de Hollywood y le hizo merecedor de una nominación al Oscar como mejor actor secundario aunque, finalmente, no se hizo con el galardón. 
La película tendría dos secuelas más con Macchio Karate Kid II y Karate Kid III y otra llamada el El nuevo Karate Kid en la que el señor Miyagi habría de introducir en las artes marciales a una muchacha en lugar de un muchacho. La película tuvo como protagonista a la ganadora de dos premios Oscar, Hilary Swank, por entonces en los inicios de su carrera actoral. A pesar de sus excelentes actuaciones y contrario a lo que muchos puedan creer, Morita nunca practicó formalmente las artes marciales por su problema de espalda. De hecho la mayoría de sus escenas de karate fueron realizadas por un doble (Fumio Demura). Otro dato importante es que el inglés de Morita tenía un perfecto acento estadounidense, sin embargo debía fingir un acento japonés (en Happy Days o Karate Kid) y coreano en (Mash) debido a exigencias del guion y de su personaje.
En 1987, dio vida al detective "Ohara" en la serie de televisión del mismo nombre, resolviendo los crímenes y casos gracias al dominio de las artes marciales, sus principios espirituales y técnicas de meditación orientales. La serie tuvo una duración de dos temporadas en la cadena ABC, entre 1987 y 1988.
En el año 2004, Morita rodó tres proyectos cinematográficos (en uno de ellos era el protagonista), que por el retraso del tiempo de producción se estrenaron de manera póstuma.

## Filmografía parcial

### Cine y televisión
- 1967 - Millie, una chica moderna (Thoroughly Modern Millie) de George Roy Hill
- 1971 - McCloud de Herman Miller
- 1974 - Happy Days de Garry Marshall
- 1975 - Kung Fu (Capítulo: Ambush, [3a. temporada]) de Gordon Hessler
- 1976 - La batalla de Midway (Midway) de Jack Smith
- 1980 - El día del fin del mundo (When Time Ran Out) de James Goldstone
- 1981 - Full Moon High de Larry Cohen
- 1982 - Savannah Smiles de Pierre De Moro
- 1984 - Karate Kid (The Karate Kid) de John G. Avildsen
- 1984 - Patrulla Nocturna (Night Patrol) de Jackie Kong
- 1985 - Alice in Wonderland (Part two, CBS)
- 1986 - Aventuras en Juguetelandia (DreamLand) de Clive Donner
- 1986 - Karate Kid II, la historia continúa (The Karate Kid, Part II) de John G. Avildsen
- 1987 - Captive Hearts de Paul Almond
- 1989 - Karate Kid III (The Karate Kid III) de John G. Avildsen
- 1990 - Hiroshima: Out of the Ashes de Peter Werner
- 1991 - Lena’s Holiday de Michael Keusch
- 1991 - Goodbye Paradise de Tim Savage y Dennis Christianson
- 1992 - Luna de miel para tres (Honeymoon in Vegas) de Andrew Bergman
- 1993 - Ellas también se deprimen (Even Cowgirls Get the Blues) de Gus Van Sant
- 1993 - Guerrero americano V (American Ninja V) de Bobby Jean Leonard
- 1994 - El nuevo Karate Kid (The Next Karate Kid) de Christopher Cain
- 1995 - Camino a Mandalay (Asian Connection: Road to Mandalay), de John Laing
- 1995 - La mano de hierro (Bloodsport I) de Alan Mehrez
- 1995 - Timemaster (El señor del tiempo) de James Glickenhaus
- 1995 - The Misery Brothers de Lorenzo Doumani
- 1996 - Reggie’s Prayer de Paul McKellips
- 1996 - Duro de espiar (Spy Hard) de Rick Friedberg
- 1996 - La tierra menos cero (Earth Minus Zero) de Joey Travolta
- 1996 - Combate sangriento (Bloodsport 2) de Alan Mehrez
- 1996 - Bloodsport 3 de Alan Mehrez
- 1996-1998 - Los Archivos Secretos de Shelby Woo (Michael "Mike" Woo) de Alan Goodman
- 1997 - Atrapados (Captured Alive) de Cris Maclntyre
- 1998 - Mulan de Tony Bancroft (voz del "Emperador" chino)
- 1998 - Soldados de papel (I'll Remember April) de Bob Clark
- 1999 - Viaje a Maui (Gone to Maui) de Robert C. Thompson
- 1999 - Van Damme's Inferno (Coyote Moon) de John G. Avildsen
- 2000 - Hammerlock de Chris McIntyre
- 2001 - Baywatch: Hawaii de Hideki Tanaka
- 2001 - House of Luk de Derek Diorio
- 2001 - Shadow Fury de Makoto Yokoyama
- 2001 - Volcano High School (Whasango) de Tae-gyun Kim
- 2001 - The Boys of Sunset Ridge de Doug McKeon
- 2002 - The Stoneman de Ewing Miles Brown
- 2004 - The Karate Dog de Bob Clark
- 2004 - Mulan 2 de Darrell Rooney (voz del "Emperador" chino)
- 2005 - Love Me Tender (Elvis Has Left the Building) de Joel Zwick
- 2005 - James Mono: Súper detective (Spymate) de Robert Vince
- 2005 - American Fusion de Frank Lin
- 2006 - La chica número uno de Luc Campeau
- 2011 - Act Your Age de Robin Christian
- 2013 - Blunt Movie de Jason Bunch
- 2015 - The Real Miyagi de Kayvon Derak Shanian
- 2018-2025 - Cobra Kai (cameo)
- 2021 - More Than Miyagi: The Pat Morita Story de Kayvon Derak Shanian

## Premios y distinciones
Premios Óscar
| Año  | Categoría              | Película   | Resultado |
| ---- | ---------------------- | ---------- | --------- |
| 1985 | Mejor actor de reparto | Karate Kid | Nominado  |

Premios Globo de Oro
| Año  | Categoría              | Película   | Resultado |
| ---- | ---------------------- | ---------- | --------- |
| 1984 | Mejor actor de reparto | Karate Kid | Nominado  |

Notas: Un episodio de la serie animada Bob Esponja fue dedicado a Pat Morita después de su muerte. Además, él hace la voz del antagonista del capítulo, como voz invitada a la serie (episodio: El Rey del Karate).
En un episodio de la serie The Fresh Prince of Bel-Air tuvo una pequeña aparición como Mr.Yoshi